# Frein an der Mürz
Frein an der Mürz ist ein Ort im Oberen Mürztal in der Steiermark wie auch Ortschaft und Katastralgemeinde der Gemeinde Neuberg an der Mürz im Bezirk Bruck-Mürzzuschlag.

## Geographie
Der Ort befindet sich 21 Kilometer nordwestlich von Mürzzuschlag, gut 12 km östlich von Mariazell, im Talschluss der Mürz unweit der niederösterreichischen Landesgrenze.
Die Rotte Frein liegt 12 km nordwestlich von Neuberg hinter Mürzsteg, auf um die 860 m ü. A. Höhe rechts an der hier noch kleinen Mürz, in der Weitung an der Mündung des Freiner Bachs. Südlich bildet das Mürztal um das Tote Weib eine enge Schlucht, sodass der Talkessel Mürzaufwärts offener ist. Der Ort erstreckt sich etwas die Mürz hinauf, und das Freinbachtal westwärts hinein.
Die Ortschaft Frein an der Mürz umfasst etwa 55 Adressen mit nur 35 Einwohnern (Stand 1. Jänner 2025), der Großteil im Ort selbst, sowie einige Häuser im oberen Freinbachtal, wo ganz hinten noch die kleine Rotte Gschwandt liegt. Zur Ortschaft gehören im hintersten Freinbachtal auch noch die Höhenreithalm im Brunntal und die Dürrieglalm und Königsalm. Das Katastralgebiet mit 2.431,61 ha (Stand 31. Dezember 2023) erstreckt sich im Süden des Freinbachtals bis an den Proles (1565 m ü. A.). Westgrenze ist an der Einsattelung der Schöneben (im Brunntal schon am Fuß der Tonion), die zu Mariazell gehört. Nördlich läuft die Grenze an der Südflanke der Student (1539 m ü. A.) über den Freinsattel (1106 m) zum Kamm der Wildalpe (1523 m ü. A.). Im Nordosten bilden Kriegskogelbach und Stille Mürz bei Neuwald und Kaltwagl, schon am Fuß von Göller (1766 m ü. A.) und Gippel (1669 m ü. A.) die Landesgrenze zu St. Aegyd.
Das andere Mürzufer gehört zu Mürzsteg. Die kleine Ortslage Kaltenbach flussaufwärts von Frein bildet eine eigenständige Ortschaft, die Sulzrieglalm oberhalb gehört aber noch zur Ortschaft Frein, ebenso die Häuser bei Kaltwagl. Die Westseite des Tals nimmt hier der Kamm des Waxenegg (1647 m ü. A.), dem nördlichen Seitenzug der Schneealpe, ein, über dem Ort liegt der Rosskogel (1524 m ü. A.), mit der Moorlandschaft im Naßköhr dahinter. Bei Neuwald beginnt zwischen Stiller und Kalter Mürz der Zug des Donnerkogels.
Durch Frein führt die B23 Lahnsattelstraße, die Straße des oberen Mürztals, dann weiter über den Lahnsattel nach Terz, wo die B21 Mariazellerland mit Traisental verbindet.
| Halltal (O u. KG) Mooshuben (O) (beide Gem. Mariazell) | Herrschaftsgründe (KG) Lahnsattel (O) (beide Gem. St. Ägyd a.Neuwalde, Bez. Lilienfeld, NÖ) | Kaltenbach (O)            |
| Gschwandt Freingraben (O, Gem. Mariazell)              | Kompassrose, die auf Nachbargemeinden zeigt                                                 | Hinteralm (KG Mürzsteg) ∗ |
|                                                        | Scheiterboden Mürzsteg (O u. KG) ∗                                                          |                           |

∗ Die KG Mürzsteg nimmt auch den ganzen Osten ein und stößt an St. Ägid; KGs Altenberg und Krampen grenzen nicht an.

## Geschichte und Infrastruktur

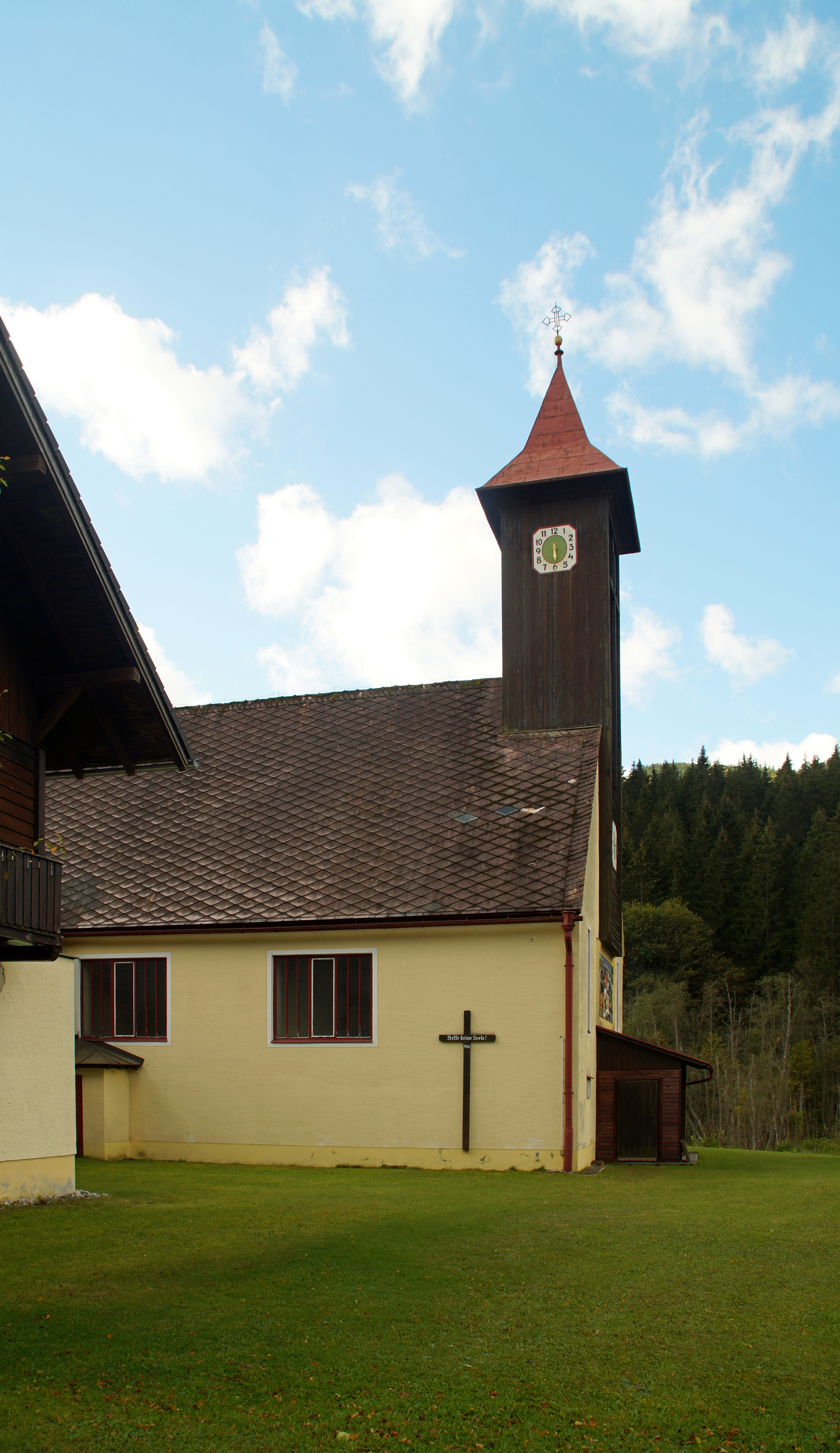
Die Klemenskirche

Die Gegend gehörte ursprünglich nicht zum Neuberger Tal, sondern zum Mariazellerland. Die Freien wurde 1780 erstmals urkundlich erwähnt, um diese Zeit entstand hier eine Holzknechts-Kolonie des k.k. Gußwerks (heute Gußwerk).
Sie ist nur von Norden her gut zugänglich gewesen, zwischen Frein und Mürzsteg, beim Toten Weib, war die Mürzschlucht unfahrbar. Bis in das 19. Jahrhundert war der Engpass nur durch einen hölzernen Fußsteig erschlossen, der sich die Feldwände entlang zog. Anbindung waren der Lahnsattel am Göller, der aber über (Nieder-)Österreichisches Gebiet verlief, und der Freinsattel, zwischen Student und Wildalpe hinüber ins Halltal, zu dem Frein politisch gehörte. Die 1803 gegründete Kuratie Frein von Mariazell war aber für Teile des Halltals wie auch die Ägyder Lahnsattelgegend und den Neuwald bis zum Gscheidl zuständig.
1805 wurde die Schule in Frein gegründet, 1911 eine weitere in Neuwald; beide wurden 1976 geschlossen. Erst 1881 erfolgte der Bau einer Straße zwischen Mürzsteg und Frein.
1803 erfolgte der Bau der ersten Kirche, die dem heiligen Klemens geweiht war. Nachdem diese Kirche 1934 bei einem Brand zerstört worden war, wurde von September bis Oktober 1934 ein neues Gebäude errichtet, geplant von Hans Payer. 1892 wurde Frein eine eigene Pfarre, heute ist die Kirche hl. Klemens Filialkirche von Mürzsteg.
1908 wurde in Frein eine Papierfabrik errichtet, die 1930 ihren Betrieb wieder einstellte. Dort forschte gegen Ende des Zweiten Weltkriegs ein Ingenieurteam der SS an der Entwicklung eines Kohlenstoffmotors.
1944 gab es für den abgelegenen Ort die erste Stromversorgung mittels eines eigenen Aggregates, eine Lichtleitung wurde erst 1965 errichtet.
1948 wurde Frein an der Mürz von der Gemeinde Halltal abgetrennt und mit Mürzsteg vereinigt. Per 2015 kam es mit Mürzsteg zu Neuberg.
Seit 2003 gehört der Ort zum Naturpark Mürzer Oberland.

## Nachweise
- 62144 – Neuberg an der Mürz. Gemeindedaten der Statistik Austria

1. ↑  Statistik Austria: Bevölkerung am 1.1.2025 nach Ortschaften (Gebietsstand 1.1.2025), (ODS, 500 KB)
2. ↑  Regionalinformation 31.12.2023.zip, bev.gv.at (1.119 kB, 0003450398_100_Verwaltungseinheiten_KG_2023.csv); abgerufen am 20. Jänner 2025
3. 1 2  Georg Goeth: Das Herzogthum Steiermark: geographisch-statistisch-topographisch dargestellt und mit geschichtlichen Erläuterungen versehen. Band 1 (Brucker Kreis, 1. Teil), Verlag Heubner, 1840, Kapitel Steuergemeinde Hallthal, S. 257 f (Digitalisat, Google, vollständige Ansicht)
4. ↑  Genauere Schilderung in Goeth 1840, Kapitel Steuergemeinde Neuberg, S. 323 f
5. ↑  Die Kunstdenkmäler Österreichs. Dehio Steiermark (ohne Graz) 1982. S. 114
6. ↑  Forschung Kohlenstoffmotor - Frein an der Mürz. Abgerufen am 14. September 2024.